# Ryūtei Tanehiko

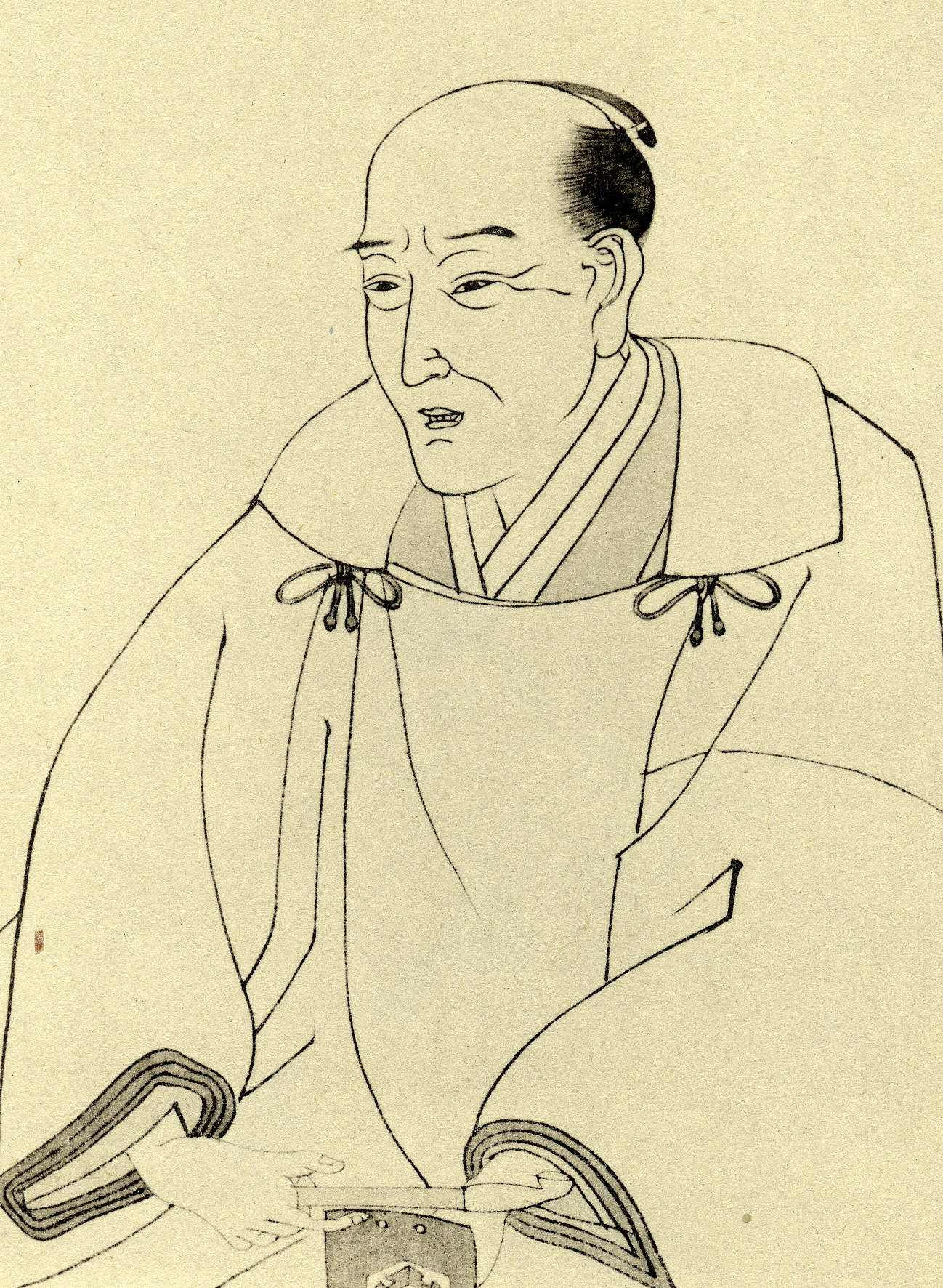
Ryūtei Tanehiko

Ryūtei Tanehiko (japanisch 柳亭 種彦; * 11. Juni 1783 in Edo; † 24. August 1842) war ein japanischer Schriftsteller.

## Leben und Wirken
Ryūtei Tanehiko wurde in Edo geboren. Obwohl zu Lebzeiten ein erfolgreicher Schriftsteller, ist über seine näheren Lebensumstände wenig bekannt. Er verfasste keine autobiographischen Schriften, und anekdotische biographische Skizzen über ihn sind lediglich von seinem Schüler Takahashi Hiromichi und seinem Freund Ogino Baiu (1781－1843) überliefert.
Als Sohn einer niederrangigen Samuraifamilie wuchs er in relativ bescheidenen Verhältnissen auf. Er begann seine literarische Laufbahn als Verfasser von Kyōka-Gedichten nach dem Vorbild Ōta Nampos. Sein Lehrer war Karagoromo Kisshū, nach dessen Tod 1802 Shikatsube Magao. Um 1805 lernte er Ishikawa Masamochi kennen, der ebenfalls zu seinen Mentoren zu zählen ist.
Ryūtei war literarisch gebildet und publizierte Essays zu bibliografischer Literatur der Edo-Zeit. Am besten bekannt ist „Sukikaeshi“ (好き返し), etwa „Gerne zurückgeben“. Seine umfangreiche Bibliothek zur Genroku-Literatur (1688–1704) ist erhalten geblieben. Sie ist eine wichtige Quelle für das Studium der Literatur der Zeit.
1807 veröffentlichte er den ersten einer Reihe von Gesaku-Romanen, die seinen schriftstellerischer Erfolg bei den Zeitgenossen begründete. Sein Nachruhm beruht jedoch auf dem Roman „Nise Murasaki inaka Genji“ (偐紫田舎源氏, 1828), etwa „Schwindel-Murasaki – Genji auf dem Lande“, einer volkstümlichen Parodie auf das klassische Genji Monogatari. Ryūtei setzt seine Geschichte in das 15. Jahrhundert, aber man nimmt an, dass er darin seine eigene Zeit widerspiegelt, insbesondere mit seiner Darstellung von Intrigen im Harem des Shōgun Tokugawa Ienari, der mehr als 900 Frauen umfasste. Mit den Illustrationen von Utagawa Kunisada wurde der Roman als Fortsetzungsgeschichte von 1829 bis 1842 publiziert. Während der Tempō-Reformen wurde das Buch unterdrückt.